# Cá mú mè
Cá mú mè, hay cá mú chấm cam, danh pháp là Epinephelus coioides, là một loài cá biển thuộc chi Epinephelus trong họ Cá mú. Loài này được mô tả lần đầu tiên vào năm 1822.

## Từ nguyên
Hậu tố Latinh –oides trong từ định danh có nghĩa là "tương đồng", hàm ý đề cập đến mối quan hệ gần giữa loài cá này và được cho là với Coius (= Anabas, một chi trong họ Cá rô đồng).

## Phạm vi phân bố và môi trường sống
Cá mú mè có phân bố rộng khắp khu vực Ấn Độ Dương - Thái Bình Dương. Dọc theo vùng biển bao quanh bán đảo Ả Rập và Đông Phi, loài này có phạm vi trải dài về phía đông đến Palau và Fiji, ngược lên phía bắc đến Nam Nhật Bản, giới hạn phía nam đến Nam Phi và Úc.
Ở Việt Nam, cá mú mè thường xuyên được bắt gặp dọc theo vùng bờ biển Nam Trung Bộ, từ Đà Nẵng trở vào Bình Thuận.
Thông qua kênh đào Suez, cá mú mè đã đến được Địa Trung Hải và được ghi nhận ở một số vùng biển. Một cá thể dài 42 cm được xác định là Epinephelus tauvina được bắt ở Israel, nhưng gần 30 năm sau thì mẫu vật này được xem lại và xác định đó là cá mú mè E. coioides. Cá mú mè còn được ghi nhận tại vịnh Trieste (cực bắc biển Adriatic) và ngoài khơi Antalya (Thổ Nhĩ Kỳ).
Cá mú mè sống trên các rạn viền bờ, nhưng cũng thường xuất hiện ở vùng nước lợ có nền đáy bùn và đá vụn, độ sâu đến ít nhất là 100 m, còn cá con thường thấy ở khu vực cửa sông và giữa đầm lầy rừng ngập mặn.

## Mô tả
Chiều dài cơ thể lớn nhất được ghi nhận ở cá mú mè là 120 cm. Cá có màu nâu nhạt, trắng dần về phía bụng. Có nhiều đốm nhỏ màu nâu cam hoặc đỏ nâu toàn thân và các vây. Thân có 5 dải sọc sẫm mờ, tách đôi về phía bụng.
Số gai ở vây lưng: 11; Số tia vây ở vây lưng: 14–16; Số gai ở vây hậu môn: 3; Số tia vây ở vây hậu môn: 8; Số tia vây ở vây ngực: 18–20; Số vảy đường bên: 58–65.
Cá mú mè thường bị nhầm lẫn với cá song điểm gai (E. malabaricus) và cá song mỡ (E. tauvina). Đốm của cá song điểm gai nhỏ hơn và có màu nâu đen, lại có thêm các vệt trắng khắp cơ thể; cá song mỡ thì có thêm các đốm đen ở 4 gốc tia gai vây lưng cuối cùng.

## Sinh học
Thức ăn của cá mú mè bao gồm cá nhỏ hơn và các loài động vật giáp xác.
Cá mú mè có thể sống đến 22 năm. Là loài lưỡng tính tiền nữ (cá đực trưởng thành đều phải trải qua giai đoạn là cá cái), cá cái thuần thục sinh dục khi được 4 năm tuổi. Quá trình chuyển đổi giới tính diễn ra trong khoảng 4 đến 8 năm đầu đời của chúng.
Thời điểm sinh sản ở cá mú mè có sự khác nhau tùy theo khu vực. Ở vịnh Ba Tư thì chúng sinh sản từ tháng 3 đến tháng 6, còn ở Nouvelle-Calédonie thì vào cuối tháng 10 đến đầu tháng 12.

## Thương mại
Cá mú mè là loài cá thực phẩm có giá trị thương mại ở phần lớn phạm vi phân bố của chúng. Hoạt động nuôi trồng thủy sản đối với loài này rất phổ biến ở Đông Nam Á, như ở Việt Nam. Loài này được nuôi để tiêu thụ trong nước và để xuất khẩu, chủ yếu sử dụng cá giống được đánh bắt trong tự nhiên.